# Arrenurus falcicornis
Arrenurus falcicornis är en kvalsterart som beskrevs av Marshall 1908. Arrenurus falcicornis ingår i släktet Arrenurus och familjen Arrenuridae. Inga underarter finns listade i Catalogue of Life.